# Hegyhátsál
Hegyhátsál (deutsch Schaal) ist eine ungarische Gemeinde im Kreis Körmend im Komitat Vas. Sie liegt sieben Kilometer südlich von Körmend.

## Geschichte
Der Ort wurde 1368 erstmals in einer Urkunde erwähnt. Ab der zweiten Hälfte des 19. Jahrhunderts wurde ein eigenes Siegel des Ortes verwendet.

## Sehenswürdigkeiten
- Römisch-katholische Kirche Jézus Szíve iskolakápolna
- Sternwarte Hegyháti Csillagvizsgáló

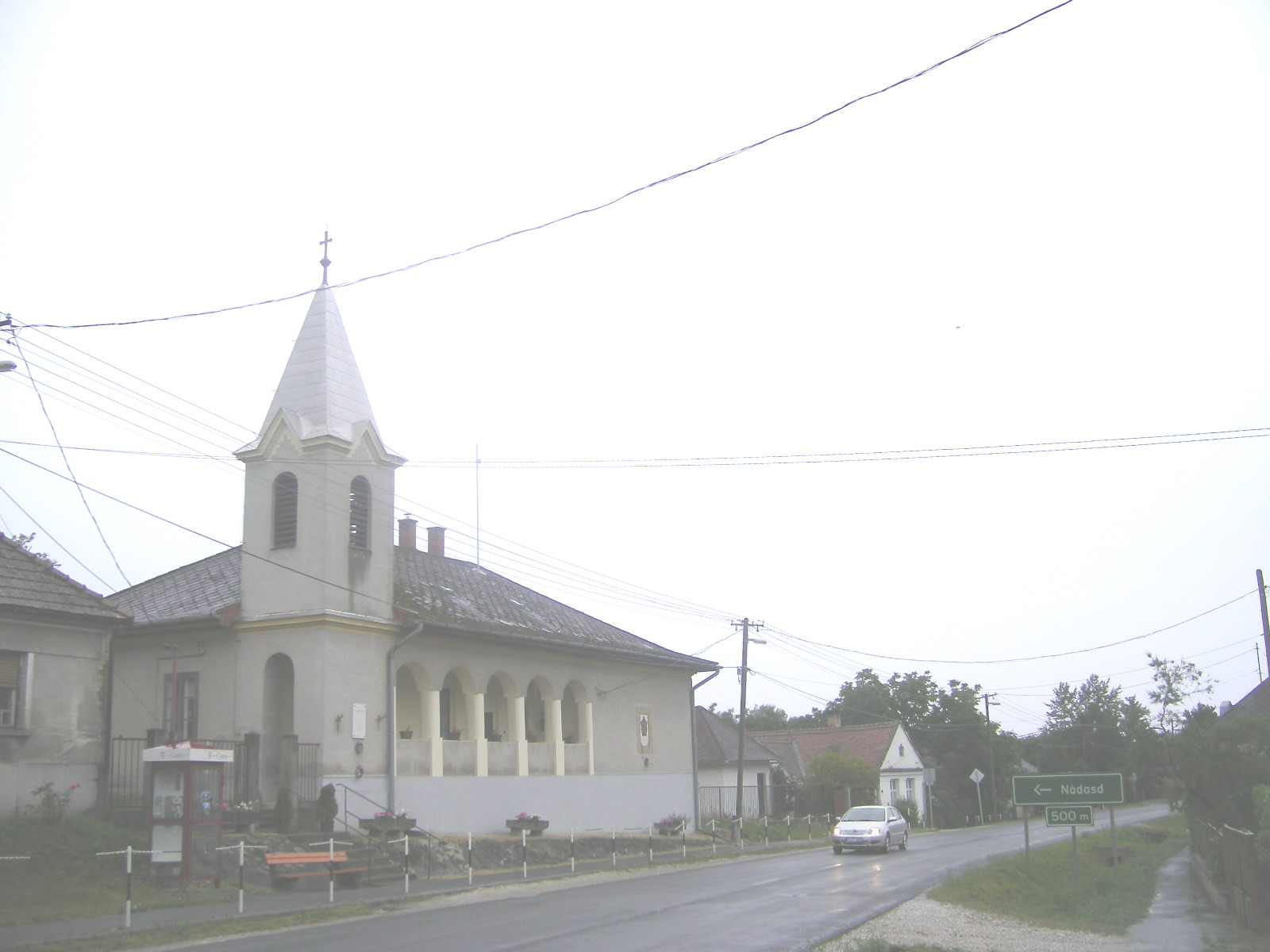
Römisch-katholische Kirche Jézus Szíve iskolakápolna in Hegyhátsál

- Fernsehturm Hegyhátsál

## Verkehr
Durch Hegyhátsál verläuft die Nationalstraße Nr. 76. Der nächstgelegene Bahnhof befindet sich gut zwei Kilometer westlich in Nádasd.